# NGC 1269
NGC 1269 je galaksija u zviježđu Eridan.

## Vanjske poveznice
- SEDS: NGC 1269
- SIMBAD: NGC 1269